# Viljem I. Nemški
Viljem I. Nemški, pruski kralj in nemški cesar, * 22. marec 1797, Berlin, Prusija † 9. marec 1888, Berlin, Nemško cesarstvo.

## Zgodnje življenje
Viljem se je rodil v Berlinu kot drugi sin pruskega kralja Friderika Viljema in njegove žene Luise. Njegovemu izobraževanju niso posvečali posebne pozornosti, saj ni nihče pričakoval, da bo kot drugorojenec kraljevega para kdaj zasedel prestol. Od leta 1814 je služil v pruski vojski in sodeloval v zaključku Napoleonskih vojn. Pod poveljstvom feldmaršala Blücherja se je boril v bitki pri Lignyju in Waterlooju. Po letu 1815 se je posvetil diplomatski karieri in delal v pruski diplomaciji. Med revolucijo leta 1848 je uspešno zatrl upor, ki je izbruhnil proti vladavini njegovega brata kralja Friderika Viljema. Zaradi uporabe topov je postal precej nepopularen in si prislužil vzdevek Kartätschenprinz (princ topov). Leta 1854 je dobil čin feldmaršala in poveljstvo nad trdnjavo Mainz. Po možganski kapi, ki jo leta 1857 utrpel njegov starejši brat, je januarja 1858 postal regent pruskega kraljestva.

## Združitev Nemčije
2. januarja 1861 je njegov brat umrl in Viljem je postal pruski kralj. Po bratu je podedoval spor z liberalnim parlamentom. Viljem je sebe imel za politično nevtralno osebo in se ni toliko mešal v politiko kot njegov brat. Zato je, da bi spor razrešil, je leta 1862 za pruskega kanclerja imenoval Otta von Bismarcka, ki je na tem položaju ostal vse do leta 1890.
Po pruski ustavi je bil kancler odgovoren neposredno kralju in ne parlamentu. Bismarck je njun odnos dojemal kot vazal, ki služi svojemu nadrejenemu. Kljub temu da je Bismarck učinkovito vodil tako notranjo kot zunanjo politiko, pa je nekajkrat kraljevo podporo dobil šele pod grožnjo, da bo odstopil. Vladal je s trdo roko, zato se ga je oprijelo ime železni kancler. Bismarck je želel še bolj okrepiti prusko moč, zato je začel uresničevati malonemški program združitve, ki je predvideval združitev nemških dežel brez Avstrije. Leta 1864 se je Prusija skupaj z Avstrijskim cesarstvom vojskovala z Dansko v drugi vojni za Schleswig. V vojni je bila Danska poražena in je bila prisiljena prepustiti pokrajini Holstein in Schleswig Prusiji oz. Avstriji.
Leta 1866 je pa je zaradi starih sporov izbruhnila avstrijsko-pruska vojna, v kateri je na pruski strani sodelovala tudi Italija in prisilila Avstrijsko cesarstvo, ki so ga podpirale tudi Bavarska, Saška in Hannover, v boj na dveh frontah. Vojno je odločila bitka pri Königgrätzu, v kateri je pruska vojska pod poveljstvom Helmuta von Moltkeja odločilno porazila avstrijsko. Po praškem miru je Avstrijsko cesarstvo moralo priznati razpustitev Nemške zveze, prepustiti upravo Holsteina Prusiji, priznati novo oblikovanje Nemčije, ter plačati veliko vojno odškodnino. Prusija si je priključila nekaj manjših držav ter hannovrsko kraljestvo in ustanovila Severnonemško konfederacijo. Severnonemški parlament je bil izvoljen s splošno, enako in neposredno volilno pravico. Za tiste čase je sprejel tudi liberalno ustavo, ki je kasneje postala osnova nemške ustave. Habsburžani in z njimi Avstrijsko cesarstvo pa je dokončno izgubilo vpliv v nemških deželah.
Francija pod vodstvom cesarja Napoleona III je v Prusiji videla največjega tekmeca, zato se je pripravljala na vojno, ki je leta 1870 zaradi spora o nasledstvu španskega prestola tudi izbruhnila. Toda v nasprotju s pričakovanji je bila francoska vojska naprej hudo poražena pri Metzu, nato še pri Sedanu. Vojna se je za Francijo končala katastrofalno. Napoleon je bil odstavljen in razglašena je bila  tretja francoska republika. Francija pa je morala po mirovni pogodbi Prusiji odstopiti pokrajini Loreno in Alzacijo, ter plačati vojno odškodnino v višini 5 milijard zlatih frankov.
Po pogajanjih in pogodbah s posamičnimi južnonemškimi državami, ki jim je Bismarck popustil, ter jim dal posebne pravice, je nastalo drugo nemško cesarstvo. Tako je bil Viljem 18. januarja 1871 v  zrcalni dvorani v Versaillesu razglašen za nemškega cesarja. Sam je temu rekel "najsrečnejši dan v mojem življenju".
S tem dejanjem se je Severnonemška konfederacija preoblikovala v Nemško cesarstvo. Cesarstvo je bilo organizirano kot federacija s posameznimi zveznimi državami, kot so Bavarska, Saška, Baden, Hamburg itd. Na čelu cesarstva je bil cesar, ki je bil obenem tudi pruski kralj in primus inter pares ostalim nemškim vladarjem, ter vrhovni poveljnik vojske. Dobil je pravico sklicevanja in razpuščanja parlamenta, ter imenovanja državnega kanclerja. Zaradi nastanka Nemškega cesarstva se je v Evropi temeljito spremenilo gospodarsko in politično razmerje sil. Nemško cesarstvo je postalo najmočnejša država na celini z več kot 40 milijoni prebivalcev, ter doživljalo je nagel gospodarski in tehnološki napredek.
Leta 1872 je Viljem kot razsodnik posredoval v arbitraži med Združenim kraljestvom in ZDA, ki sta se zaradi spora o lastništvu arhipelaga San Juan zapletli v tako imenovano prašičjo vojno. Viljem je otoke prisodil ZDA in s tem končal 12-letni spor.

## Atentata
Leta 1878 sta bila nanj izvedena dva neuspešna atentata. Prvega je 11. maja izvedel Emil Max Hödel, ki je na cesarja in njegovo hčerko streljal z revolverjem, medtem ko sta se v odprti kočiji peljala po ulicah Berlina. Hödel je sprožil 2 strela in obakrat zgrešil. Hödla so prijeli in ga 3 mesece kasneje usmrtili. 2. junija je na cesarja streljal Karl Nobiling. Tako kot pri prvem poskusu se je Viljem tudi pri drugem peljal v odprti kočiji. Viljem je bil v poskusu ranjen.  Nobiling pa se je ustrelil in zaradi ran 3 mesece kasneje umrl. Bismarck je neuspešna atentata izkoristil v politične namene. Tako je parlament 18. oktobra sprejel antisocialističen zakon. Z njim je bila nemška Socialdemokratska stranka prepovedana, z njo pa tudi sindikati in nekateri časopisi. Zakon je ostal v veljavi vse do leta 1890, ko ga parlament ni hotel več podaljšati.
Viljem je umrl 9. marca 1888 v Berlinu. Na prestolu ga je nasledil sin Friderik III., vendar je ta le po 99 dneh vladanja umrl. Njega je na prestolu nasledil njegov sin in zadnji nemški cesar Viljem II.